# إفلاس

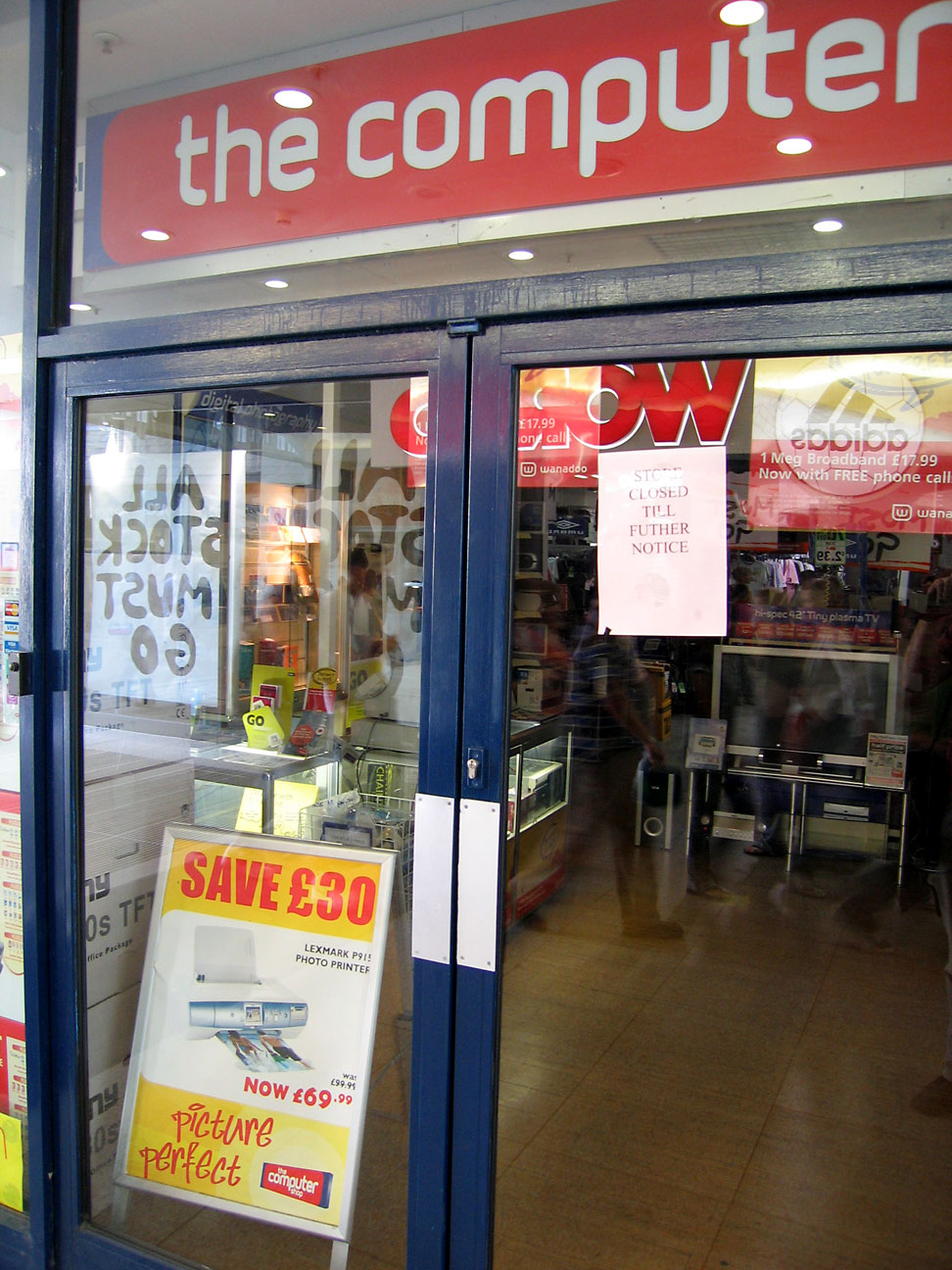
متجر حاسوب بانكروبت أغلقت متجرها بعد الإفلاس

الإفلاس هو أن تعلن الشركة أنها غير قادرة على الوفاء بالتزاماتها أمام الدائنين، وحينها تقوم الشركة بتصفية كل أملاكها وحساباتها البنكية لتسدد أكبر قدر ممكن من هذه الالتزامات ثم تخرج من سوق العمل. كما يُعرف الإفلاس  على أنهُ إضطرابٌ في أحوال التاجر المالية، حيث لا يكون قادراً على الوفاء بالتزاماته المالية ويتوقف عن سداد ديونه، وحالة الإفلاس قد يتعرض لها التاجر الفرد وقد تتعرض لها الشركة التجارية، باعتبار ان الأخيرة شخصية قانونية معتبرة قانوناً في التعامل التجاري ويسري عليها ما يسري على التاجر في العمل التجاري، هذا بالنسبة لتعريف الإفلاس بوجه عام.
في الشركات يحدث الإفلاس بالاقتراض لعدم توافر السيولة الكافية مع إمكانية تسديد هذه الالتزامات في موعدها المحدد عندما تبدأ مرحلة جني العوائد، لكن عندما لا يكون العائد المتوقع كافيا بحيث يغطي التزامات الشركة، تضطر الأخيرة إلى تصفية بعض من أملاكها لتسديد تلك الالتزامات، فاذا لم تكف تلك الأملاك للتسديد، تعلن الشركة حينئذ إفلاسها.
تعريف الإفلاس في النظام فهو مقسم إلى ثلاثة أنواع: الإفلاس الحقيقي والإفلاس التقصيري والإفلاس الاحتيالي.
المفلس الحقيقي: هو الذي اشتغل في التجارة على رأس مال معلوم يعتبره العرف كافيا للعمل التجاري الذي اشتغل فيه ووجدت له دفاتر منظمة ولم يبذر في مصرفه ووقع على امواله حرق أو غرق أو خسارات ظاهرة فاذا توفرت هذه الشروط يكون مفلسا حقيقيا.
المفلس المقصر: هو التاجر الذي يكون مبذرا في مصاريفه ولم يبين عجزه في وقته، بل كتمه على غرمائه واستمر يشتغل في التجارة حتى نفد رأس ماله وإن وجدت له دفاتر منظمة.
المفلس الاحتيالي: لا يعبر عنه بمفلس الا لتوزيع موجوداته على غرمائه، بل هو محتال والمحتال من استعمل ضروب الحيل والدسائس في رأس ماله أو قيد بدفاتره ديونا عليه باسم أحد آخر بصورة كاذبة أو حرر بها سندات أو فراغ امواله وعقاره إلى غيره بطريقة نقل الملك أو اخفى شيئا من امواله واشتغل في التجارة بطريق التمويه والاحتيال أو تغفيل التجار على أية صورة كانت وسواء كان مبذرا أو لم يكن مبذرا أو لم توجد له دفاتر أو وجدت وكانت غير منظمة واضاع حقوق العباد بتلك الصورة، فيكون محتالا.